# Rukky Sanda
Rukky Sanda es una actriz, productora y directora de cine nigeriana.

## Biografía
Sanda, cuyo nombre de nacimiento es Rukayat Akinsanya, nació el 23 de agosto de 1984 en el estado de Lagos. Debutó como actriz en 2004, siendo aún estudiante en la Universidad Estatal de Lagos y continuó su carrera de actuación después de graduarse en 2007.
Ella y el actor y productor nigeriano Bolanle Ninalowo son primos.

## Filmografía seleccionada
- Lethal Woman (2008)[4]
- Obscure Motives (2009)
- Holding Hope (2010)
- Lovelorn (2012)
- Miami Heat (2012)
- Keeping My Man (2013)
- White Chapel
- The Seekers
- Legal War
- Campus Love
- Keeping my Man (2013)
- Gold Diggin (junto a Yvonne Nelson)
- What's Within (junto a Joseph Benjamin)
- The Relationship (2016) junto con Eddie Watson Jnr, Lisa Omorodion y Jennifer Eliogu